# 1416
1416 (MCDXVI) a fost un an bisect al calendarului iulian, care a început într-o zi de miercuri.

## Evenimente
- Biblia Husită este completată de Tamás Pécsi și Bálint Újlaki.

## Nașteri
- 26 februarie: Christopher de Bavaria rege al Danemarcei, Norvegiei și Suediei (d. 1448)
- 19 septembrie: Piero di Cosimo de' Medici  (d. 1469)
- 27 martie: Francisc din Paola  (d. 1507)
- dată necunoscută: Mara Branković  (d. 1487)
- dată necunoscută: Margareta de Austria (1416–1486) ducesӑ de Saxonia (d. 1486)

## Decese
- 2 februarie: Racek Kobyla de Dvorce, hatman al lui Venceslas IV, ceh (n. 1350)